# Magyar Hírlap (napilap, 1877–1879)
A Magyar Hírlap (eredeti írásmód szerint rövid i-vel, Magyar Hirlap) 1877 és 1879 között magyar nyelvű napilapként jelent meg Budapesten, majd beolvadt az Ellenőr című napilapba.

## Története
A kiegyezést követően a magyarországi hírlapok száma jelentősen megnőtt, egyre kevesebb téma és réteg maradt lefedetlenül. Az elnémetesedett Pestet és Budát egy magyar nyelvű Budapest váltotta fel 1873-ban. A lapot létrehozó tulajdonos - aki a mindmáig feloldatlan, tehát ismeretlen, csak D. V. monogrammal jelölt személy volt - magyar nyelvű, néplap jellegű újságot akart indítani, mert ez volt az utolsó réteg, akiknek csak német nyelvű hírlap jutott. Négypontos programtervezete szerint magyar, közérthető, rövid és olcsó olvasmányt kívánt nyújtani.  Bár néplap jellegéből fakadóan az alsóbb néposztálynak szánták, olvasóit és magát is felértékelve „a közép-osztály napilapja” felirattal jelent meg. Azonban Szarvas Gábor a lap indulását követően nem sokkal ezt írta: A Magyar Hírlap (...) a nép alsóbb osztályai számára szerkesztett újság. Ezek szerint hiába volt a lapot egy réteggel magasabbra pozicionáló szöveg, annak tartalma alapján megismerhető volt a néplap jelleg.
A január 31-én induló újság felelős szerkesztője Kuliffay Ede februártól napilappá alakította az újságot, ami hamar rentábilissá, sőt nyereségessé vált. Ebben része volt az 1877–78-ban zajló orosz–török háborúnak, mely időszakban a Magyar Hírlap volt az egyetlen olcsó, példányonként vásárolható, magyar nyelvű tömeglap. A háborús hírek eseményeiről szóló hírek tették hamar nyereségessé a kiadást, sőt, változatlan ár mellett a formátumot is megnagyobbították. A lapnak fénykorában 6 ezer előfizetője volt és 12 000 példányban nyomtatták ki.
A néplap jelleget a későbbi bulvár újságírás egyik eszközével, a címadással teljesítették ki. Míg a kor sajtónyelvének szokásos címadási formulái legfeljebb a pétervári távirat vagy a konstantinápolyi levelezőnktől formáig merészkedtek, a Magyar Hírlap néhol tárgyszerűbb, néhol talányosabb, de figyelemfelhívóbb címadással operált.
A lap mérsékelten kormánypárti volt (Tisza Kálmán-kormány), a későbbi lexikon szócikkek, úgy jellemezték, mint a kormány közlönye. A háborús szenzáció elmúlása, és a kormánylap jelleg egyre nehezebb helyzetbe hozta a Magyar Hírlapot az időközben felbukkant további sajtótermékek mellett. Az utolsó időben Tóvölgyi Titusz is csatlakozott mint szerkesztő, ám miután a Magyar Hírlap előfizetőinek száma a felére apadt, 1879. december 1-jén megszűnt az Ellenőr c. lapba való beolvadással, ami Hindy Árpád lapja előfizetőinek számának növekedésével járt.

## Irodalmi Lapok
A Magyar Hírlap mellékleteként adták ki az Irodalmi Lapok című „szépirodalmi közlönyt” 1878-tól. Papp Károly szerkesztette, később Kuliffay főszerkesztő felesége, Beniczky Irma is csatlakozott, így kettejük munkája volt a lap. 1879-ig hetente háromszor, később - önállóan - hetente hatszor jelent meg.